# Kościół św. Andrzeja Boboli w Świdnicy
Kościół świętego Andrzeja Boboli – rzymskokatolicki kościół parafialny należący do dekanatu Świdnica-Zachód diecezji świdnickiej.

## Historia i położenie
Kościół znajduje się w gmachu należącym dawniej do tzw. „Fundacji Kessela”. Celem tej fundacji było utrzymanie i wykształcenie dzieci (głównie sierot) biednych tkaczy. Dzieci te miały pochodzić z powiatów: Jelenia Góra, Kamienna Góra, Wałbrzych, Kłodzko, Nowa Ruda i Bystrzyca Kłodzka. Fundacji powstała na mocy testamentu Adolfa Kessela, pruskiego urzędnika. współzałożyciela i generalnego dyrektora Towarzystwa Akcyjnego Budowy Lokomotyw. Budynek został wzniesiony w latach 1905-1907 i mieścił zakład wychowawczy dla dzieci. Po zakończeniu II wojny światowej budynek został zajęty przez Armię Czerwoną i był niedostępny dla polskich mieszkańców miasta. Dekretem księdza kardynała Henryka Gulbinowicza, biskupa wrocławskiego, z dnia 12 czerwca 1995 roku została przy obiekcie erygowana parafia św. Andrzeja Boboli. W dniu 23 czerwca 2015 roku biskup świdnicki Ignacy Dec poświęcił świątynię.